# Dorsale Convoy
Le dorsale Convoy è una catena montuosa dell'Antartide orientale. Situata nella regione centro-occidentale della Dipendenza di Ross, e in particolare in corrispondenza della costa di Scott, davanti al mare di Ross, questa catena, che fa parte della più vasta catena dei monti Transantartici, si estende in direzione nord-sud per circa 50 km arrivando a una larghezza di circa 30 km. La dorsale Convoy, la cui vetta più elevata è rappresentata dal monte Gunn, che arriva a 2464 m s.l.m., è delimitata a ovest dai ghiacciai Cambridge e Inrving, che la separano dai colli Coombs, a nord dalla sella Fry, a sud dal ghiacciaio Mackay, che la divide dalla dorsale Clare, e a est dai vari ghiacciai che, scendendo dal suo versante orientale, si uniscono poi per fluire verso il mare, tra cui si possono citare il Fry e il Towle. La dorsale è poi caratterizzata dal fatto di avere picchi e vette piuttosto ripidi sul suo versante orientale e di declinare invece molto più dolcemente verso occidente.

## Storia
La dorsale Convoy è stato mappata dai membri della spedizione Terra Nova, condotta dal 1910 al 1913 e comandata dal capitano Robert Falcon Scott, ma è stata così battezzato solo in seguito dai membri della squadra neozelandese della spedizione Fuchs-Hillary, condotta dal 1956 al 1958, che esplorarono l'area sul finire del 1957, in omaggio al convoglio navale all'ancora nel canale McMurdo nel 1957. Anche per questo motivo, molte delle formazioni della dorsale sono state battezzate con nomi di imbarcazioni o di capitani di navi coinvolte nell'esplorazione antartica o che comunque hanno a che fare con la marina, ne sono un esempio i ghiacciai Chattahoochee, Lugger e Scudding, le cime Staten Island e molte altre formazioni.